# 14097 Capdepera
14097 Capdepera este un asteroid din centura principală de asteroizi.

## Descriere
14097 Capdepera este un asteroid din centura principală de asteroizi. A fost descoperit pe 11 august 1997 la Costitx de Ángel López și Rafael Pacheco. Asteroidul prezintă o orbită caracterizată de o semiaxă mare de 2,76 ua, o excentricitate de 0,06 și o înclinație de 4,2° în raport cu ecliptica.